# Enrico Donati
Enrico Donati (ur. 19 stycznia 1909 w Mediolanie, zm. 25 kwietnia 2008 w Manhattanie, Nowy Jork) – amerykański malarz pochodzenia włoskiego.
W latach 1934–1940 mieszkał w Paryżu, później wyemigrował do USA, gdzie kontynuował naukę na Arts Students’ League w Nowym Jorku. W latach pięćdziesiątych związał się ze spacjalizmem. Pod wpływem surrealistów zaczął stosować automatyzm, malując bezprzedmiotowe płótna wypełnione aluzyjnymi kształtami z pogranicza różnych światów.
Pierwszą wystawę indywidualną zorganizował w 1944, w galerii Passedoit w Nowym Jorku. W 1947 współpracował z Marcelem Duchampem przy wystawie surrealizmu w Paryżu. Tworzył też dzieła utrzymywane w zupełnie odmiennej poetyce, nieznane do 1987. W 1950 jako materiału zaczął używać skamielin, a w cyklu Moonscapes tworzywem były ziemia i piasek.